# Hemogregarină
Hemogregarinele (Haemogregarina) (din greaca haima + latina gregarius = care trăiește în grup, de la grex = turmă) este un gen de sporozoare coccidiene parazite intracelular cu două gazde din familia hemogregarinide (Haemogregarinidae) care parazitează globulele roșii, globulele albe și alte celule de la vertebratele cu sânge rece (reptile, amfibieni, pești) și tubul digestiv de la nevertebratele hematofage (artropode, hirudinee). Pot fi întâlnite și la unele mamifere și păsări, la care parazitează leucocitele. Parazitul, de câțiva microni mărime, este uninucleat și are forme variate: ovale, fusiforme, vermiforme sau bacilare. Schizogonia se face în sângele periferic sau din organele vertebratele, iar sporogonia în diferite organe ale artropodelor sau ale hirudineelor. Când sunt în cantitate mare pot determina anemii puternice la vertebrate. 

## Specii
- Haemogregarina acanthoclini Laird, 1953
- Haemogregarina anarhichadis Henry, 1912
- Haemogregarina balistapi
- Haemogregarina bettencourti França, 1908
- Haemogregarina bigemina Laveran & Mesnil, 1901
- Haemogregarina blanchardi Brumpt & Lebailly, 1904
- Haemogregarina bothi Lebailly, 1905
- Haemogregarina carchariasi Laveran, 1908
- Haemogregarina clavata Neumann, 1909
- Haemogregarina coelorhynchi Laird, 1952
- Haemogregarina cotti Brumpt & Lebailly, 1904
- Haemogregarina curvata Hayes, Smit, Seddon, Wertheim & Davies, 2006
- Haemogregarina dakarensis Léger & Leger, 1920
- Haemogregarina dasyatis Saunders, 1958
- Haemogregarina delagei Laveran & Mesnil, 1901
- Haemogregarina gobii Brumpt & Lebailly, 1904
- Haemogregarina gobionis Franchini & Saini, 1923
- Haemogregarina hartochi Kohl-Yakimoff & Yakimoff, 1915
- Haemogregarina hemiscyllii Mackerras & Mackerras, 1961
- Haemogregarina heterodontii von Prowazek, 1910
- Haemogregarina hoplichthys Laird, 1952
- Haemogregarina johnstoni Davis & Merrett, 2000
- Haemogregarina koppiensis Smit & Davies, 2001
- Haemogregarina laternae Lebailly, 1904
- Haemogregarina leptocotti Hill & Hendrickson, 1991
- Haemogregarina leptoscopi Laird, 1952
- Haemogregarina lobiani Yakimov & Kohl-Yakimov, 1912 emend Levine, 1985
- Haemogregarina londoni Yakimov & Kohl-Yakimov, 1912
- Haemogregarina marzinowskii Yakimov & Kohl-Yakimov, 1912
- Haemogregarina mavori Laird & Bullock, 1969
- Haemogregarina minuta Neumann, 1909
- Haemogregarina myoxocephali Fantham, Porter & Richardson, 1942
- Haemogregarina parmae Mackerras & Mackerras, 1925
- Haemogregarina platessae Lebailly, 1904
- Haemogregarina polypartita Neumann, 1909
- Haemogregarina quadrigemina Brumpt & Lebailly, 1904
- Haemogregarina roelofsi Hill & Hendrickson, 1991
- Haemogregarina rubrimarensis Saunders, 1960
- Haemogregarina sachai Kirmse, 1978
- Haemogregarina salariasi Laird, 1951
- Haemogregarina scorpaenae Neumann, 1909
- Haemogregarina simondi Laveran & Mesnil, 1901
- Haemogregarina tetraodontis Mackerras & Mackerras, 1961
- Haemogregarina torpedinis Neumann, 1909
- Haemogregarina wladimirovi Yakimov & Kohl-Yakimov, 1912
- Haemogregarina yakimovikohli Wladimiroff, 1910 emend Levine, 1985